# Kenneth Chaplin
Kenneth Chaplin (Kingston, 1930. július 12. – 2019. július 30.) jamaicai nemzetközi labdarúgó-játékvezető. Polgári foglalkozása újságíró, író. Ismert neve Kenneth Ken Chaplin.

## Pályafutása

### Nemzetközi játékvezetés
A Jamaicai labdarúgó-szövetség Játékvezető Bizottsága (JB) terjesztette fel nemzetközi játékvezetőnek, a Nemzetközi Labdarúgó-szövetség (FIFA) 1969-től tartotta nyilván bírói keretében. Több nemzetek közötti válogatott és klubmérkőzést vezetett, vagy működő társának partbíróként segített. Az aktív nemzetközi játékvezetéstől 1976-ban búcsúzott. Nemzetközi mérkőzéseinek száma: 18.

#### Világbajnokság
A világbajnoki döntőhöz vezető úton Mexikóba a IX., az 1970-es labdarúgó-világbajnokságra, Németországba a X., az 1974-es labdarúgó-világbajnokságra és 
Argentínába a XI., az 1978-as labdarúgó-világbajnokságra a FIFA JB bíróként alkalmazta. Selejtező mérkőzésekete a CONCACAF zónában teljesített.

##### 1970-es labdarúgó-világbajnokság
| Időpont           | Helyszín                        | Mérkőzés típusa           | Mérkőzés        | Eredmény |
| ----------------- | ------------------------------- | ------------------------- | --------------- | -------- |
| 1969. február 28. | Nemzeti Stadion, Guatemalaváros | előselejtező (2. csoport) | Guatemala–Haiti | 1 : 1    |

##### 1974-es labdarúgó-világbajnokság
| Időpont             | Helyszín                             | Mérkőzés típusa           | Mérkőzés                  | Eredmény |
| ------------------- | ------------------------------------ | ------------------------- | ------------------------- | -------- |
| 1972. augusztus 24. | Városi Stadion, Toronto              | előselejtező (1. csoport) | Kanada–Mexikó             | 0 : 1    |
| 1973. december 12.  | Sylvio Cator Stadion, Port-au-Prince | döntő csoport körmérkőzés | Honduras–Holland Antillák | 2 : 2    |

##### 1978-as labdarúgó-világbajnokság
| Időpont          | Helyszín              | Mérkőzés típusa           | Mérkőzés               | Eredmény |
| ---------------- | --------------------- | ------------------------- | ---------------------- | -------- |
| 1976. július 30. | Városi Stadion, Aruba | előselejtező (B. csoport) | Holland Antillák–Haiti | 1 : 2    |

## Szakmai sikerek
- 1978-ban a nemzetközi játékvezetés hírnevének erősítése, hazájában 10 éve a legmagasabb Ligában (osztályban) folyamatosan tevékenykedő, eredményes pályafutása elismeréseként, a FIFA JB felterjesztésére az 1965-ben alapított International Referee Special Award címmel és oklevéllel tüntette ki.
- 1988-ban Jamaica Kormánya Distinction Orderje becsületrenddel díjazta sportvezetői munkásságát.